# Бондеї
Бонде́ї — народ групи банту в Танзанії.
Проживають у горах Усамбара у північно-східній Танзанії, адміністративно це регіон Танга, причому більшість представників народу бондеї проживає в районі Мугеза.
Станом на 2009 рік представників народу бондеї — 122 тисячі осіб. 
Розмовляють окремою мовою бондеї, близькою до мови шамбаа (мова народу шамбала); писемна (на основі латинки).
За релігією переважно мусульмани-суніти, також є християни.
Основу господарства бондеї складає дрібне сільське господарство.